# Stanisław Firstenberg
Stanisław Firstenberg pseud. Janek, Karol, Witold (ur. 20 maja 1904 w Będzinie, zm. we wrześniu 1939 w Grupie) – działacz komunistyczny, zastępca kierownika Centralnego Wydziału Wojskowego KPP od 1932.

## Życiorys
Syn drobnego rzemieślnika Dawida, 1920 jako uczeń gimnazjum wraz z całą klasą wstąpił do WP. Pod wpływem zetknięcia się z jeńcami sowieckimi został komunistą. Jeszcze w gimnazjum należał do koła młodzieży rewolucyjnej, a w 1922 wstąpił do Związku Młodzieży Komunistycznej (ZMK),  późniejszego KZMP. W 1922 na krótko podjął studia chemiczne na Uniwersytecie Jagiellońskim w Krakowie. Po powrocie do Zagłębia podjął działalność w KPRP, działał też w Komitecie Okręgowym (KO) ZMK. 24 VIII 1923 aresztowany w Warszawie i osadzony w mokotowskim więzieniu, 17 IX 1923 zwolniony pod dozór policji. Wrócił do Zagłębia i został sekretarzem KO ZMK. 
15 V 1926 po przemówieniu na wiecu w kopalni „Flora” został aresztowany i uwięziony w Będzinie, 11 X 1926 skazany w Sosnowcu na 3 lata więzienia za działalność w KPP i usiłowanie zorganizowania strajku w kopalni; po apelacji wyrok zmniejszono do 2 lat. Po wzolnieniu z więzienia w Koronowie w 1928 odbył służbę wojskową w karnej kompanii 1 pułku strzelców podhalańskich w Nowym Sączu, gdzie był sekretarzem komitetu pułkowego KPP. 1929 wrócił do działalności partyjnej na terenie Warszawy, okręgu Warszawa-Podmiejska i Łodzi. 20 IX 1930 aresztowany na przedmieściach Łodzi, pobity przez policjantów i osadzony w areszcie śledczym. Zwolniony za kaucją i 25 IV 1931 uniewinniony przez łódzki sąd. W styczniu 1932 został zastępcą kierownika Centralnego Wydziału Wojskowego KPP, a po VI Zjeździe KPP II sekretarzem KO KPP na Górnym Śląsku. 
26 IV 1933 aresztowany wraz z żoną i 30 XI 1933 skazany na 3 lata więzienia; po apelacji karę zmniejszono do 15 miesięcy. W 1935 zwolniony, do II 1936 kierował placówką KPP w Gdańsku, potem wrócił do Zagłębia, gdzie z polecenia władz KPP odbudowywał KO KPP rozbity przez masowe aresztowania i nawiązał kontakty z organizacjami terenowymi. Później działał w okręgu Warszawa-Podmiejska. 18 VI 1937 osadzony w obozie w Berezie Kartuskiej, gdzie był jednym z najsurowiej traktowanych więźniów - prawie rok był przetrzymywany w karcerze. IX 1938 w wyniku starań rodziny i adwokata przewieziony do więzienia w Warszawie, a 13 I 1939 skazany na 8 lat więzienia i pozbawienie praw na 10 lat. Karę odbywał w Grudziądzu. 
Po zajęciu Polski przez Niemców IX 1939 wraz z innymi więźniami osadzonymi w Grudziądzu wywieziony przez gestapo do Grupy w powiecie świeckim i zamordowany.
Był żonaty z Henryką z d. Weinstein, działaczką KZMP i KPP.